# Víctor Gómez Labrado
Víctor Gómez Labrado, més conegut amb el seu nom de ploma Víctor Labrado és un escriptor, filòleg i professor de secundària valencià. Va nàixer l'11 de juny de 1956 a Sueca.
Un dels seus llibres més coneguts és La mestra, publicat el 1995, en què conta la història de Marifé Arroyo, amb qui va compartir equip educatiu a l'escola de Barx. Aquest llibre és la història d'una dona castellanoparlant que va lluitar per la dignitat del valencià i per la implantació d'un model d'ensenyament progressista durant la Transició. En la novel·la s'aborda la batalla de València, ja que es mostra com aquesta mestra lluitadora va ser represaliada i expulsada de l'escola per defensar els drets lingüístics. Víctor Labrado ens acosta l'experiència de qui s'ha convertit en el símbol d'una generació d'educadors compromesos amb la llengua. El conegut grup valencià Zoo li ha dedicat una cançó, amb el mateix nom que la novel·la, al seu últim disc.

## Obres publicades
- Cròniques d'un rei - el príncep. Tabarca (1992)
- Cròniques d'un rei (II) - el conqueridor. Tabarca (1992)
- Cabrera. Eliseu Climent /3i4 (1995)
- La mestra. Eliseu Climent /3i4 (1995)
- Jaume I, el naixement d'un poble. Bromera (1998)
- La guerra de quatre. Bromera (2004)
- Quan anàvem a l'estraperlo. Angles (2004)
- Llegendes valencianes. Bromera (2007)
- El segle valencià. Bromera (2008), Premi d'Assaig Mancomunitat de la Ribera Alta
- Llegendes de la ciutat de València. Publicacions de l'Abadia de Montserrat (2009)
- Les trobades. 25 anys d'Escola Valenciana. Andana (2011)
- Tirant, l'heroi fràgil. Afers (2014)
- No mataràs. Bromera (2015), Premi Enric Valor de novel·la en valencià
- Veus, la mar, Edicions 62 (2018), Premi Joanot Martorell de narrativa
- Por o fugirem (amb Francesc Gisbert i Joan Borja). Andana (2018), Premi al llibre juvenil millor editat
- Nascuts del fang. Bromera (2024), Premi de Novel·la Ciutat d'Alzira

## Premis
- 2007 - Premi d'Assaig Mancomunitat de la Ribera Alta per l'obra El segle valencià.[5][6]
- 2015 - Premi Enric Valor de novel·la en valencià de la Diputació d'Alacant per la novel·la No mataràs,[7] que narra la història biogràfica del qui és considerat l'últim bandoler valencià.[8]
- 2018 - Premi al llibre juvenil millor editat de la Conselleria d'Educació, Investigació, Cultura i Esport de la Generalitat Valenciana per Por o fugirem (amb Francesc Gisbert i Joan Borja).[9]
- 2018 - Premi Joanot Martorell de narrativa de la ciutat de Gandia per la novel·la Veus, la mar.[10]
- 2023 - Premi de Novel·la Ciutat d'Alzira per la novel·la Nascuts del fang.[11]